# Mohammed Lafir
Mohammed Junaid Mohammed Lafir, auch Mohamed Junaid Mohamed Lafir oder Muhammad Junaid Muhammad Lafir, kurz MJM Lafir oder Mohammed J. M. Lafir, (* 27. Mai 1929 oder 1930 in Grandpass, Colombo, Britisch-Ceylon; † 17. April 1981 in Sri Lanka) war ein Snooker- und English-Billiards-Spieler aus der ehemals britischen Kolonie Sri Lanka. Durch seinen Sieg bei der Amateurweltmeisterschaft im English Billiards 1973 ist er der erste Sri Lanker, der eine WM in einem Einzelsport gewann. Er gilt als Volksheld.

## Leben
Über Lafirs Leben, insbesondere sein Geburtsjahr, gibt es widersprüchliche Angaben. Ebenso gibt es bei der genauen Anzahl seiner Titel bei nationalen Meisterschaften verschiedene Angaben, die nicht vollständig als gesichert angesehen werden können.
Lafir wurde am 27. Mai 1929 oder 1930 in Colombo geboren. Im Alter von sieben oder 16 Jahren – was beides von Quellen angegeben wird – lernte Lafir das Billard-Spiel von seinem Vater. Durch viel Training konnte er seine Fertigkeiten deutlich verbessern und gehörte schon 1948 zu den besten Spielern Sri Lankas. Während seiner Schulzeit an der Hameediah Boys English School entwickelte Lafir sein Spiel erst auf einem Tisch, der im Vergleich zu einem normalen Tisch um drei Viertel kleiner war und später auf einem halb so großen Tisch, bevor er an Tischen mit der vollen Größe spielte.
In den Jahren 1956 und 1957 gewann Lafir die indische Snooker-Meisterschaft mit Siegen über Chandra Hirjee. Nach einem Jahr Pause gewann er mit einem 6:2-Sieg über Tom Cleary auch 1959 die Meisterschaft. Nachdem er im folgenden Jahr im Finale gegen Wilson Jones verloren hatte, holte er sich 1961 den Titel gegen den Sieger des Vorjahres zurück. Seinen fünften Titel gewann er dann zwei Jahre später  1963 im Finale gegen Tony Monteiro. Zum Jahresende nahm Lafir an der Snooker-Amateurweltmeisterschaft 1963 in Kalkutta teil, bei der er sowohl Jones als auch Monteiro besiegte und gegen den späteren Sieger Gary Owen und gegen den Australier Frank Harris verlor, sodass er Platz drei belegte. 1966 wurde er indischer Vize-Meister im English Billiards und verlor lediglich gegen Wilson Jones. Während der Snooker-Amateurweltmeisterschaft 1966 besiegte er Hamid Karim und den Schotten Bert Demarco, doch wieder musste er sich Gary Owen geschlagen geben. Außerdem unterlag er dem späteren Profiweltmeister John Spencer und dessen Landsmann John Barrie, sodass er auf dem vierten Platz landete. 1967 erreichte Lafir hinter Leslie Driffield den zweiten Platz der IBSF World Billiards Championship.
Auch 1968 nahm Lafir an der Snooker-Amateurweltmeisterschaft teil. Er konnte zwar neben Robert Flutey den späteren Profi Paddy Morgan besiegen, doch durch Niederlagen gegen Shyam Shroff und den späteren Finalisten Max Williams belegte er nur den dritten Platz hinter Williams und Morgan. Bei der Snooker-Amateurweltmeisterschaft 1970 gelangen ihm zwar Siege über Laurie Glozier, David Sneddon und James Clint, doch durch Niederlagen gegen John Phillips und Sid Hood belegte er den vierten Platz hinter dem Malteser Paul Mifsud, gegen den er nicht gespielt hatte. 1973 gewann Lafir die IBSF World Billiards Championship, wobei er unter anderem Clive Everton und Paul Mifsud besiegte. Damit war Lafir der erste Sri Lanker, der in einer Einzelsportart eine Weltmeisterschaft gewann. Außerdem stellte er einen Weltrekord auf, als er in einer Aufnahme 859 Punkte erzielte. Bei seiner Ankunft in Sri Lanka am 22. Dezember 1973 wurde er mit einem roten Teppich von mehreren Ministern, darunter der Sport- und der Finanzminister, empfangen. Daraufhin wurde er durch die Straßen von Colombo eskortiert, die mit jubelnden Menschen gefüllt waren. Des Weiteren wurde ihm zu Ehren ein Festessen veranstaltet.
Auf seinen nächsten Titel bei der indischen Snooker-Meisterschaft musste Lafir über zehn Jahre warten: Erst im Jahr 1974 gewann er wieder den Titel, diesmal gegen Arvind Savur. Im selben Jahr nahm Lafir auch an der Snooker-Amateurweltmeisterschaft teil. Mit nur zwei Niederlagen gegen Norman Stockman und Eddie Sinclair sowie Siegen über unter anderem Shyam Shroff und Dessie Sheehan  sowie über Gruppensieger Ray Edmonds erreichte er die Finalrunde, in der er aber sofort im Viertelfinale dem Iren Pascal Burke im Decider unterlag, der später gegen Eddie Sinclair das Spiel um Platz drei gewinnen sollte. Auch ein Jahr später traf er im Finale der indischen Snooker-Meisterschaft wieder auf Savur und gewann zum zweiten Mal in Folge. Seinen achten und letzten Meistertitel in Indien holte er 1977 im Finale gegen Shyam Shroff.
Im Jahr 1978 trat Lafir zum letzten Mal bei einer Snooker-Amateurweltmeisterschaft an. Trotz Siegen über unter anderem Shyam Shroff und Kirk Stevens erreichte er nach mehreren Niederlagen, unter anderem gegen die späteren Profispieler Eugene Hughes und Joe Grech, nur den fünften Platz seiner Gruppe, der nicht für ein Weiterkommen reichte. Im selben Jahr gewann er bei der indischen English-Billiards-Meisterschaft mit einem Finalsieg über Michael Ferreira einen weiteren nationalen Titel. Insgesamt holte er so bei mindestens vier verschiedenen nationalen Meisterschaften Titel.
Am 17. April 1981 starb Lafir im Alter von 50 oder 51 Jahren während seiner Arbeit beim Busunternehmen Sri Lanka Transport Board.

## Ehrungen
Nach seinem Tod wurde die ehemalige Messenger Street von Colombo in M. J. M. Lafir Mawatha umbenannt. Ferner wurde die in den Anfangsjahren der ab 1984 ausgetragenen Snooker-Asienmeisterschaft vergebene Trophäe in Erinnerung an Lafir als M. J. M. Lafir Memorial Trophy bezeichnet. Das Moors’ Islamic Cultural Home veranstaltet in Colombo jährlich ein MJM Lafir Memorial Tournament, das sowohl als Snooker- als auch als English-Billiards-Turnier ausgetragen wird und Spielern aus Sri Lanka und Indien offensteht. Die Regierung von Sri Lanka ehrte Lafir mit einer Briefmarke.

## Erfolge
- IBSF World Billiards Championship: 1973
- Sri-lankische Snooker-Meisterschaft: 18 × (1948, 1952–1962, 1964–1966, 1969, 1973, 1× unbekannt)[4][18]
- Sri-lankische English-Billiards-Meisterschaft: 16×[18]
- Indische Snooker-Meisterschaft: 8× (1956–1957, 1959, 1961, 1963, 1974–1975, 1977)[6]
- Indische English-Billiards-Meisterschaft: 1978[9]